# 토주 투바인
토주 투바인(Tozhu Tuvans)은 투바인의 하위 소수 민족으로, 투바 공화국의 토진스키군(Тоджи́нский кожуун)에 주로 분포한다. 전통적으로 순록 유목을 한다. 언어는 투바어의 방언을 사용한다.

## 같이 보기
- 두하인
- 토파인